# Lernaeopoda galei
Lernaeopoda galei är en kräftdjursart som beskrevs av Kroyer 1837. Lernaeopoda galei ingår i släktet Lernaeopoda och familjen Lernaeopodidae. Inga underarter finns listade i Catalogue of Life.